# Stenandrium tuberosum
Stenandrium tuberosum là một loài thực vật có hoa trong họ Ô rô. Loài này được (L.) Urb. miêu tả khoa học đầu tiên năm 1911.